# Октябрьская улица (Томск)
Октя́брьская у́лица — улица в Томске, от улицы Пушкина до улицы Шишкова.

## История

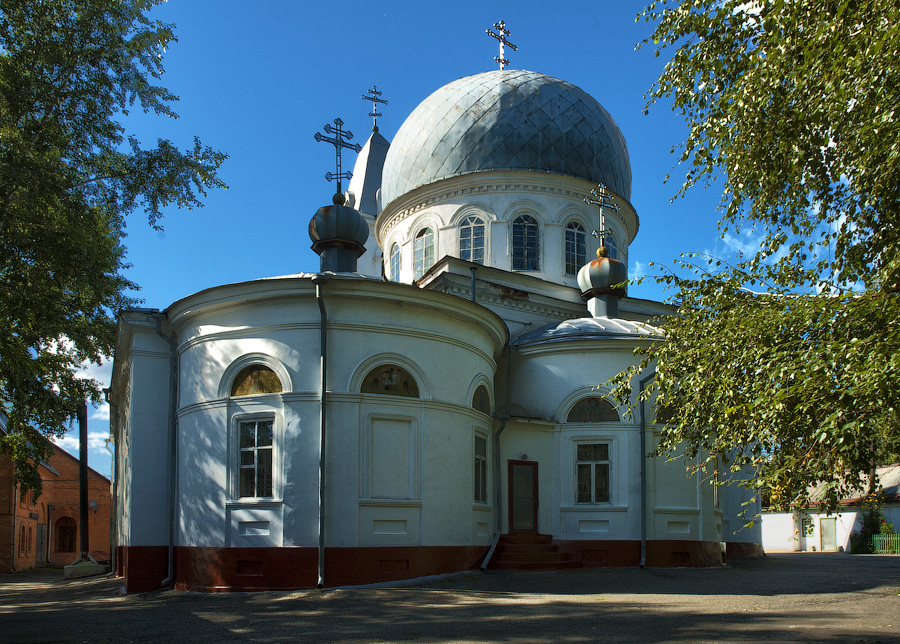
Троицкий собор

Одна из старейший улиц в Томске, образована объединением Воскресенской и Большой Кирпичной улиц. Название первой из них связано с находившейся поблизости Воскресенской церковью, второй — по располагавшейся здесь Кирпичной слободке («Кирпичи»). Обе улицы были поименованы томской Думой по просьбе томского полицмейстера в 1853 году.
В 1841—1844 годы в Кирпичной слободке был возведён Свято-Троицкий храм по проекту губернского архитектора К. Г. Турского (современный адрес — Октябрьская улица, д. 43).
На Воскресенской улице находился винный склад О. Л. Фуксмана, вырабатывавшего водку из спирта, произведённого его братом — И. Л. Фуксманом.
Жил на улице известный литератор В. А. Долгоруков (1845—1912), устраивавший в своих домах литературные и музыкальные вечера.

## Новая история
11 августа 1925 года улица получила современное название.

## Достопримечательности

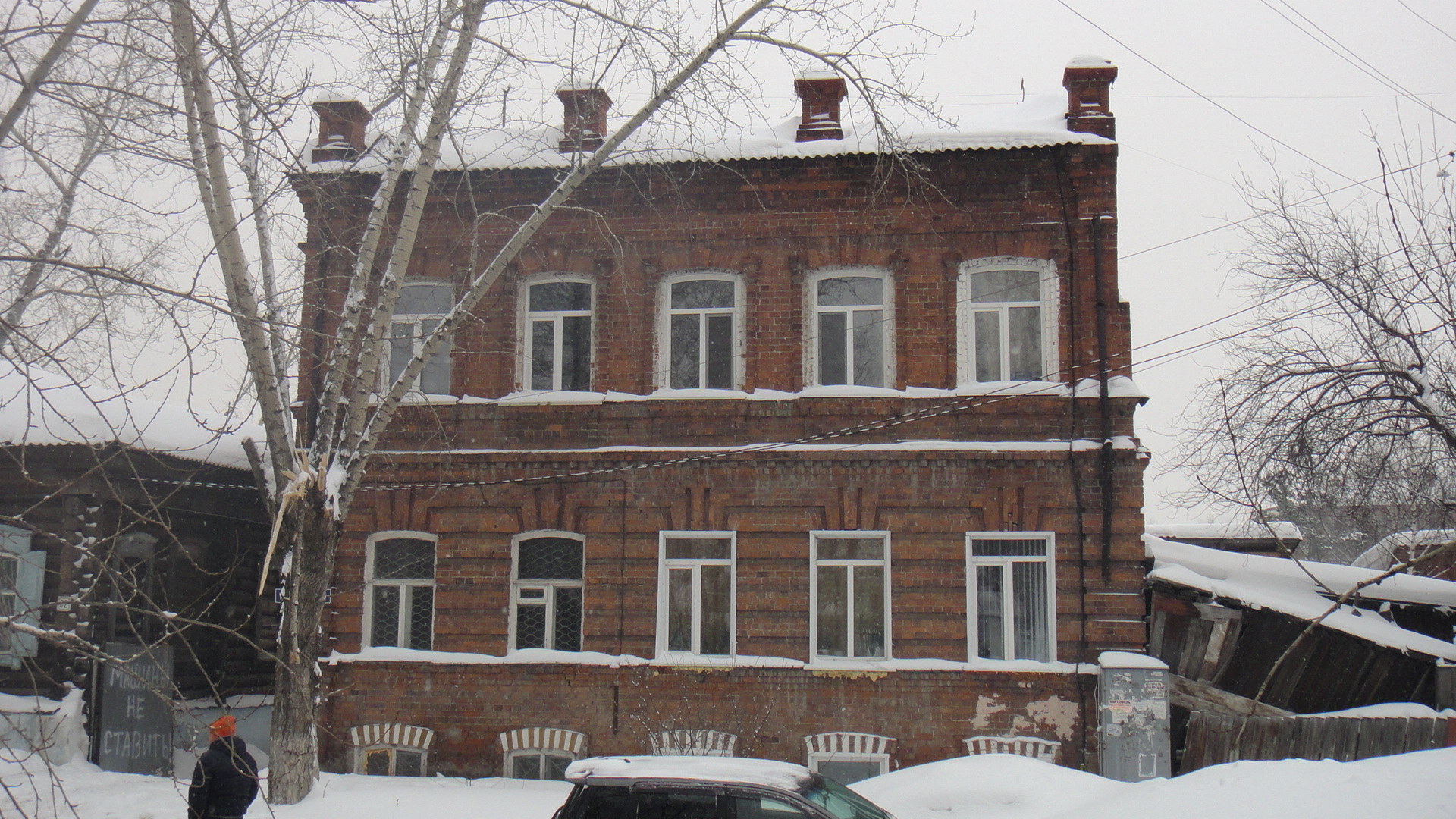
Октябрьская, д. 32а

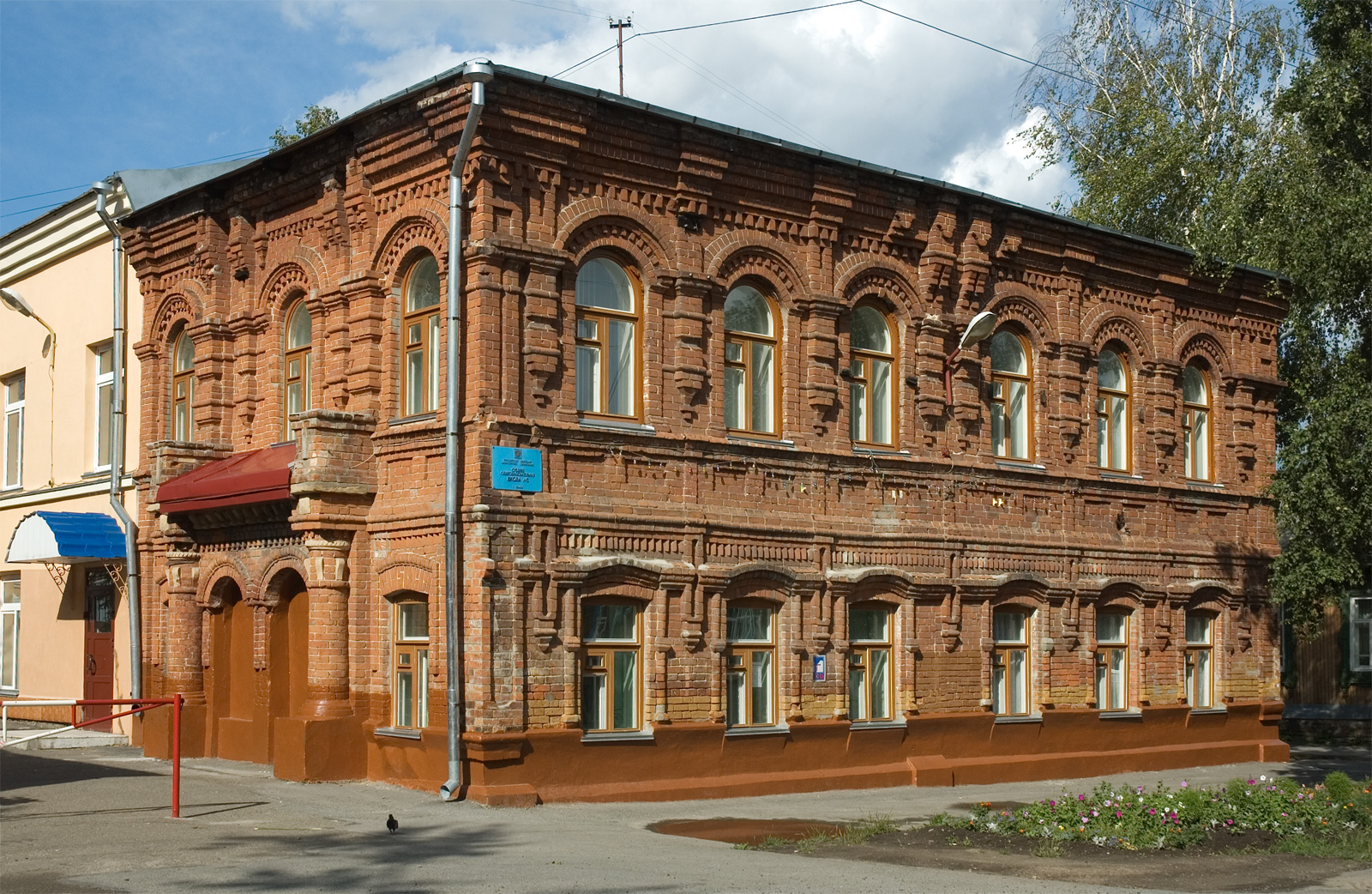
Октябрьская, д. 16

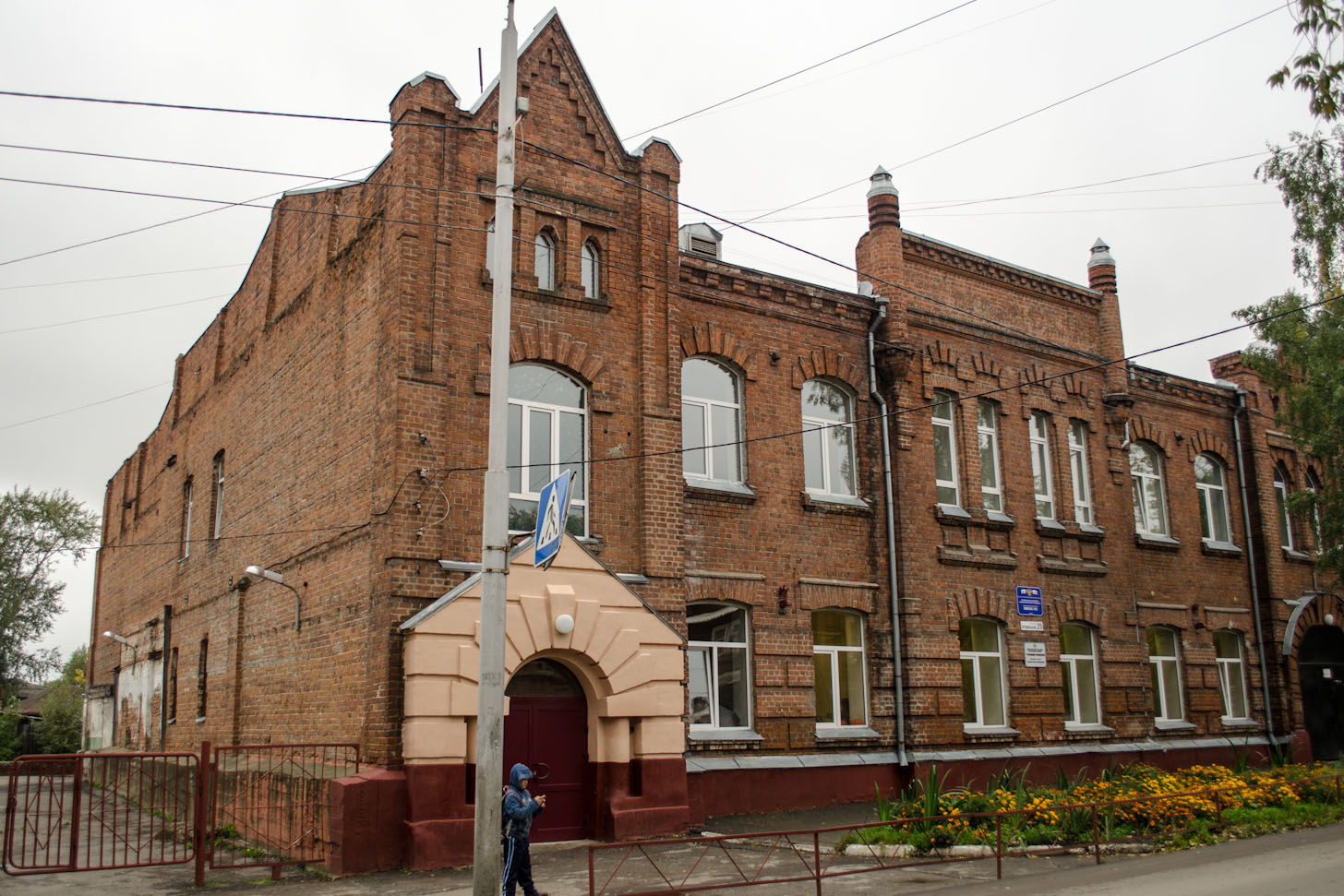
Октябрьская улица, д. 25.

д. 2 — Здание мещанского собрания, позднее здесь размещалась вольная аптека (1-я четв. XIX века)  № 7000193000
д. 4 — проживал с семьей Алексей Иванович Макушин, врач, гласный томской городской Думы (с 1892 года), глава томского самоуправления с 1902 по 1905 год. Во время черносотенского погрома в октябре 1905 года дом был разгромлен.
д. 16 — бывшее начальное училище (1910, архитектор В. В. Хабаров), ныне — средняя школа № 5
д. 22/1 — 
д. 25 — еврейское приходское училище имени И. Л. Фуксмана (1910, архитектор Т. Фишель), ныне — средняя школа № 5  № 7020041000
д. 32а —
д. 43 — Троицкий собор  № 7000195000
д. 44 —  № 7000196000